# آنشلوس

۱۲ مارس ۱۹۳۸، قلمرو اتریش (قرمز) و رایش آلمان (به رنگ صورتی).

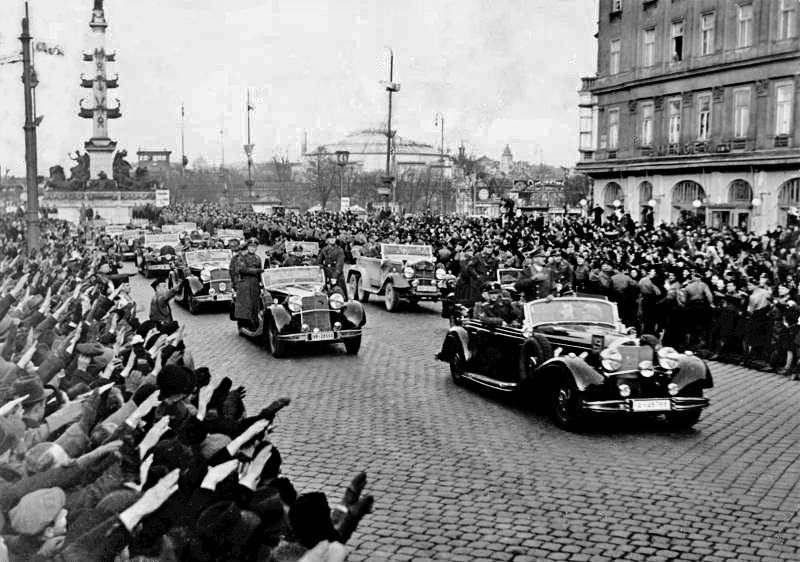
استقبال مردم اتریش در وین از کاروان نازی‌ها

آنشلوس (به آلمانی: Anschluß) یا به الحاق و پیوستن اتریش به آلمان نازی در ۱۲ مارس ۱۹۳۸ گفته می‌شود. این رویداد بخشی از سیاست‌های هیتلر برای ایجاد «رایش بزرگ آلمان» بود. نیروهای آلمانی بدون مقاومت جدی وارد اتریش شدند و دولت اتریش مجبور به پذیرش الحاق شد. پس از آن، اتریش رسماً بخشی از رایش سوم شد و آزادی‌های سیاسی و اقتصادی آن محدود شد. این اقدام همچنین موجی از سرکوب یهودیان و مخالفان سیاسی را به دنبال داشت.

## زمینه
پس از پایان جنگ جهانی اول که در آن امپراتوری آلمان شکست خورد، فرانسه و انگلستان به عنوان فاتحان جنگ، قرادادهای سنگینی را بر گرده شکست‌خوردگان تحمیل کردند. یکی از این قراردادها که با میانجی‌گری ایالات متحده آمریکا در طی کنفرانس صلح پاریس منعقد شد، پیمان ورسای است که برخی از حقوق، منافع و سرزمین‌های آلمان به بریتانیا و فرانسه تعلق می‌گرفت. همچنین مجارستان، بوسنی و بخش‌هایی از سرزمین‌های دیگر از اتریش-مجارستان جدا می‌گردید. در این پیمان اتحاد آلمان و اتریش (آنشلوس) که به عنوان جمهوری آلمان-اتریش مطرح شد به صورت مشخص ممنوع شده بود.

## دیوار استرازا
هیتلر در ژانویه ۱۹۳۳ در آلمان به قدرت رسید و در اکتبر همین سال آلمان جامعه ملل را ترک کرد. قتل دولفوس، نخست‌وزیر سوسیال مسیحی دولت فدرال اتریش در ۲۵ ژوئیه ۱۹۳۴ به دست نازی‌های اتریش طرفدار هیتلر، همزمان با قتل نخست‌وزیر رومانی و الکساندر یکم پادشاه یوگسلاوی در فرانسه از سوی راست‌گرایان افراطی، پیمان چهار قدرت که به پیشنهاد بنیتو موسولینی و برای کنترل هیتلر تهیه شده بود را به کلی به فراموشی سپرد.
در مقابل این اقدام هیچ‌یک از کشورهای اروپایی واکنش قاطعی نشان ندادند جز موسولینی که نیرویی به مرز اتریش اعزام کرد و برای چهار سال دیگر مانع دخالت هیتلر در اتریش شد.
در ۱۹۳۵ هیتلر با دلگرمی از الحاق سار به این کشور در ژانویه این سال، بر خلاف معاهده ورسای و بهانه اینکه فرانسه دوره نظام وظیفه اجباری را افزایش داده خدمت نظام وظیفه در آلمان را اجباری و قصد خود را برای تأسیس ۳۶ هنگ ارتش و یک ناوگان جنگی اعلام کرد. در مقابل با هم به ابتکار موسولینی در ۱۱ آوریل این سال کنفرانسی از نمایندگان ایتالیا، فرانسه و بریتانیا در استرازا در شمال ایتالیا تشکیل شد و سه کشور وفاداری خود به معاهده لوکارنو و بر لزوم استقلال اتریش در ضدیت با آنشلوس اعلام کردند.
جبهه استرازا با پیمان تضمین دوجانبه فرانسه و شوروی که در ۲ می ۱۹۳۵ در پاریس برای پنج سال به امضا رسید، تکمیل و در فوریه ۱۹۳۶ تکمیل نهایی شد.
دیواری که جبهه استرازا به دور آلمان کشیده بود به زودی با اقدام بریتانیا و حمله ایتالیا به اتیوپی از میان رفت. مذاکرات بریتانیا و آلمان از ۴ ژوئن ۱۹۳۵ شروع شد و در ۱۸ ژوئن به نتیجه رسید و دو کشور توافق کردند که آلمان می‌تواند صاحب نیروی دریایی تا حداکثر ۳۵ درصد نیروی دریایی بریتانیا باشد و زیردریایی‌های دو کشور در حد مساوی قرار بگیرد.
تصمیم بریتانیا برای مذاکره با آلمان دربارهٔ میزان قدرت دریایی دو کشور، موسولینی را در تصمیم خود برای حمله به اتیوپی راسخ‌تر کرد. حمله ایتالیا به حبشه نه تنها جبهه استرازا را از هم پاشید، بلکه موجب تضعیف جامعه ملل نیز شد. حمایت هیتلر از موسولینی در طول جنگ حبشه موجب نزدیک شدن آلمان و ایتالیا شد.

## محور برلین-رم
در جریان جنگ ایتالیا و اتیوپی، هیتلر با بهانه قراردادن پیمان فرانسه و شوروی در فوریه ۱۹۳۶، قرارداد لوکارنو را مردود دانسته و در ۷ مارس ۱۹۳۶ ساحل سمت چپ رود راین که بر اساس معاهده ورسای غیرنظامی بود را تصرف کرد. در پی تسامح فرانسه در برابر اقدامات هیتلر، لهستان و بلژیک امید خود را به فرانسه از دست دادند و اردوگاهی که به دور فرانسه تشکیل شده بود از بین رفت، و این در حالی بود که روند دوستی هیتلر و موسولینی تا حدی پیشرفت کرد که در اول نوامبر ۱۹۳۶ محور برلین-رم از سوی موسولینی اعلام شد.
ایتالیا در ۶ نوامبر ۱۹۳۷ به پیمان ضد کمینترن که پیش‌تر در ۲۵ نوامبر ۱۹۳۶ بین آلمان نازی و امپراتوری ژاپن امضا شده بود پیوست و با این اقدام نه تنها محور رم-برلین تقویت شده بود بلکه مثلثی از رم-برلین-توکیو به وجود آمد که روزبه روز بر هماهنگی آن افزوده می‌شد. جنگ داخلی اسپانیا نیز موقعیتی مناسب برای آزمایش دوستی و دشمنی‌ها به وجود آورده بود.

## حمله به اتریش
هیتلر با بهره‌برداری از گرفتاری کشورهای غربی و همین‌طور دوستی موسولینی که در ۱۹۳۴ از آنشلوس جلوگیری کرده بود در پی حمله به اتریش درآمد. به همین دلیل از شوشنیگ، صدراعظم اتریش که جایگزین دولفوس شده بود خواست تا زندانیان نازی را از زندان آزاد کرده و یکی از اعضای حزب نازی، آرتور زایس-اینکوارت را به وزارت داخل (وزارت کشور) بگمارد. شوشینگ که نتوانست حمایت و تعهد بریتانیا و فرانسه را جلب کند تحت فشار هیتلر استعفا داد و حکومت نازی به ریاست زایس-اینکوارت تشکیل شد. این امر موجب استعفای ویلهلم میکلاس رئیس‌جمهور اتریش شد. زایش-اینکوارت به تقلید از هیتلر این عنوان را نیز خود تصاحب کرد؛ سپس به بهانهٔ اینکه اوضاع ناآرام است از نیروهای آلمان نازی دعوت کرد برای برقراری نظم وارد اتریش شوند.
در شامگاه ۱۱ مارس ۱۹۳۸ میلادی کشور اتریش به وسیله اس‌اس، پلیس و ورماخت مورد حمله قرار گرفت. دولت فدرال اتریش، با توجه به استقبال پرشور و تمام عیار مردم اتریش در سراسر کشور از هیتلر، بدون تصویب پارلمان، طرح پیوست سرزمین را پذیرفت.

## الحاق اتریش
الحاق اتریش به آلمان در ۱۵ مارس ۱۹۳۸ اعلام شد اما بریتانیا و فرانسه از شناسایی وحدت این دو کشور جلوگیری کردند. آلمانی‌ها پس از قرار دادن آرتور زایس-اینکوارت در رأس دولت اتریش، اتریش را اشغال کردند و در یک همه‌پرسی که در ۱۰ آوریل و با شرکت ۹۹٫۷۱٪ واجدین شرایط، ترتیب داده شد، مردم اتریش با اکثریت ۹۹٫۷۳٪ موافقت خود را با الحاق به آلمان ابراز داشتند. بریتانیا و فرانسه مماشات کردند و موسولینی که پیشتر جلوی هیتلر را گرفته بود، این بار تأیید کرد.